# 中醫學系
中醫學系簡稱中醫系，是隸屬醫學院或中醫學院下的一個科系，主要在培養中醫學的專業人才，提升社會上中醫醫療環境。中醫系的專業科目包括中醫基礎理論、中醫臨床基礎、中醫醫史文獻、中醫診斷學、中醫證治學、針灸推拿學、中醫藥物學和中西醫結合方面的科目。

## 概要
中國大陸方面，政府廣設中醫學系和中醫藥學系，學生畢業後可參加考試取得合格的中醫師執照，擔任臨床工作，或朝基礎醫學研究領域發展；而台灣方面並不承認中國大陸的醫生學歷和證照。
此外，由於並非各國皆承認單獨的「中醫師」，因此在部分國家（如日本）的中醫師需先持有醫師執照，並修習一定課程後始能獲得醫學會的「中醫專門醫」等執照。

## 列表

### 臺灣
私立大學
- 中國醫藥大學中醫學院中醫學系
- 長庚大學醫學院中醫學系
- 義守大學醫學院學士後中醫學系
- 慈濟大學醫學院學士後中醫學系
- 中國醫藥大學中醫學院學士後中醫學系

國立大學
- 國立陽明交通大學醫學院中醫學系[5][6]

### 中國大陸
- 北京中医药大学
- 天津中医药大学
- 山西中医药大学
- 辽宁中医药大学
- 长春中医药大学
- 黑龙江中医药大学
- 上海中医药大学
- 南京中医药大学
- 浙江中医药大学
- 安徽中医药大学
- 福建中醫藥大學
- 江西中医药大学
- 山东中医药大学
- 河南中医药大学
- 湖北中医药大学
- 湖南中医药大学
- 广州中医药大学
- 广西中医药大学
- 成都中医药大学
- 贵州中医药大学
- 云南中医药大学
- 陕西中医药大学
- 甘肃中医药大学
- 河北中医药大学
- 首都医科大学中医药学院
- 南方医科大学中医药学院
- 内蒙古医科大学中医学院
- 宁夏医科大学中医回医学院
- 新疆医科大学中医学院
- 暨南大學中醫學院
- 重慶中醫藥學院

### 香港
- 香港大學中醫藥學院
- 香港中文大學中醫學院
- 香港浸會大學中醫藥學院

### 澳門
- 澳門科技大學中醫藥學院

### 泰國
- 皇太后大學
- 泰國國立法政大學
- 華僑崇聖大學
- 蘭實大學
- 宣素那他皇家大學
- 帕堯大學
- 瓦萊嵐大學
- 西拉那大學
- 清萊學院
- 呵叻學院

### 新加坡
- 新加坡中醫學院
- 新加坡中医学研究院
- 南洋理工大學

### 馬來西亞
- 南方大學學院
- 拉曼大學
- 管理與科學大學（英语：Management & Science University）
- 國際醫藥大學（英语：International Medical University）
- 廈門大學馬來西亞分校
- 英迪國際大學

### 美國
- 針灸及草藥醫學認證委員會認可的學校及課程

### 加拿大
- 昆特侖理工大學（加拿大第一所開設中醫學士學位課程的公立大學，預計2025年9月1日開課[7]）

### 澳洲
- 悉尼中醫學院
- 西悉尼大學
- 奮進自然健康學院
- 澳洲托倫斯大學

### 紐西蘭
- 紐西蘭中醫學院
- 紐西蘭針灸及中醫學院

### 瑞士
- 瑞士中醫藥大學

### 馬爾他
- 馬爾他大學中醫研究中心

### 哥斯達黎加
- 哥斯達黎加中醫藥大學

### 英國
以下機構和以下機構的母體、英國針灸師委員會，為英國針灸師的自我監督機構，非法定規管機構：
- 英國針灸師認證委員會認可的學校及課程 （页面存档备份，存于）

### 南非
以下兩所大學為該國唯二提供針灸（含中醫學）本科課程的大學：
- 西開普大學
- 約翰內斯堡大學